# Persiapan Karombo
Persiapan Karombo is een bestuurslaag in het regentschap Dompu van de provincie West-Nusa Tenggara, Indonesië. Persiapan Karombo telt 1050 inwoners (volkstelling 2010).